# Bandera de la provincia de Almería
La bandera de la provincia de Almería es el símbolo principal de esta provincia española. Está formada por un fondo de color blanco sobre el que se extiende una cruz de color rojo, teniendo en el centro el escudo provincial.

## Descripción
La actual bandera de la provincia de Almería se basa en el escudo provincial sobre una Cruz de San Jorge. Esta enseña fue propuesta para su adopción por el equipo de Gobierno de la Diputación de Almería en el Pleno de la Diputación Provincial de Almería el día 29 de abril de 2016, siendo aprobada de manera definitiva el día 31 de marzo de 2017.

## Origen
Su origen data del año 1147, cuando el Ejército de la República de Génova, con una flota de más de 200 naves, desembarcó en una playa del Parque natural del Cabo de Gata-Níjar ubicado en el sureste de la provincia de Almería. Dichas tropas venían a unirse y a ayudar a las tropas de la Corona de Aragón, (aliados en aquel momento de Alfonso VII de Castilla), para participar en la conquista de la ciudad de Almería a los berberiscos, ya que en aquel momento se encontraba bajo dominio andalusí. Las tropas genovesas estuvieron acampadas en esta bahía durante al menos dos meses hasta que se produjo el ataque a la ciudad. Dicha playa es denominada desde entonces como "Playa de los Genoveses".
Esta cruzada fue convocada por el Papa Eugenio III. Las tropas llevaban la enseña genovesa, una bandera de fondo blanco con la Cruz de San Jorge en rojo, (cruz griega en gules sobre campo de plata). Esta bandera a la postre fue adoptada por la ciudad de Almería y más tarde por la provincia de Almería como símbolo propio tras la reconquista de los Reyes Católicos, incluyéndose también en el escudo de armas de la ciudad.

## Antigua bandera

Bandera antigua de la provincia.

La anterior bandera se basaba en el escudo provincial sobre un fondo verde plano sin ningún detalle adicional. Esta bandera estuvo en uso desde el año 1952 hasta la aprobación de la actual bandera en 2016. Cabe mencionar que la bandera de la provincia de Almería fue adoptada 117 años después de la creación de la Diputación Provincial de Almería en 1835.

## Escudo
El escudo de la provincia de Almería fue adoptado por la Diputación Provincial el día 29 de julio del año 1925. Se basa en un escudo dividido en siete cuarteles que recogen los blasones municipales de las capitales de los antiguos partidos judiciales de la provincia.